# Artoria flavimana
Artoria flavimana är en spindelart som beskrevs av Simon 1909. Artoria flavimana ingår i släktet Artoria och familjen vargspindlar. Inga underarter finns listade i Catalogue of Life.